# Ognahut
Ognahut est une tribu des îles Loyauté sur l'île d'Ouvéa, elle fait partie du district coutumier de Fayaoué.
Située au centre de l'île, cette tribu est la demeure du prêtre devin et/ou magicien (obotrkong) de l'île. Le chef de cette tribu est Waisselote, mais on trouve au-dessus de lui le hingat in than de la tribu qui est aussi obotrkong de Hwenegei dans la chefferie de Fadrawé.
La chefferie de cette tribu est beaucoup plus ancienne que celle du district de Fadrawé, cependant, son pouvoir est indépendant et familier[Quoi ?] à celui de la grande chefferie. Les décisions politiques peuvent être ainsi différentes de celle du district. Sur le plan administratif, la chefferie de Saint-Paul Ognahut est l'une des tribus qui composent le district de Fadrawé.
C'est dans cet endroit que l'on peut trouver une racine provenant de Canala (nord de la grande terre), c'est là que reposent tous les plus grands mystères de l'île d'Ouvéa.
Cette tribu a la particularité d’abriter une grande source d'eau douce dont seuls les grands propriétaires ont accès. D'autre part la richesse de ce lieu est caractérisée par le grand nombre de grottes qu'elle possède.